# Ella Rose Curtois
Ella Rose Curtois, née le 23 mars 1860 à Branston et morte le 23 mars 1944 à Châtenay-Malabry, est une artiste britannique, connue pour ses sculptures en marbre, en bois et en terre cuite.

## Biographie

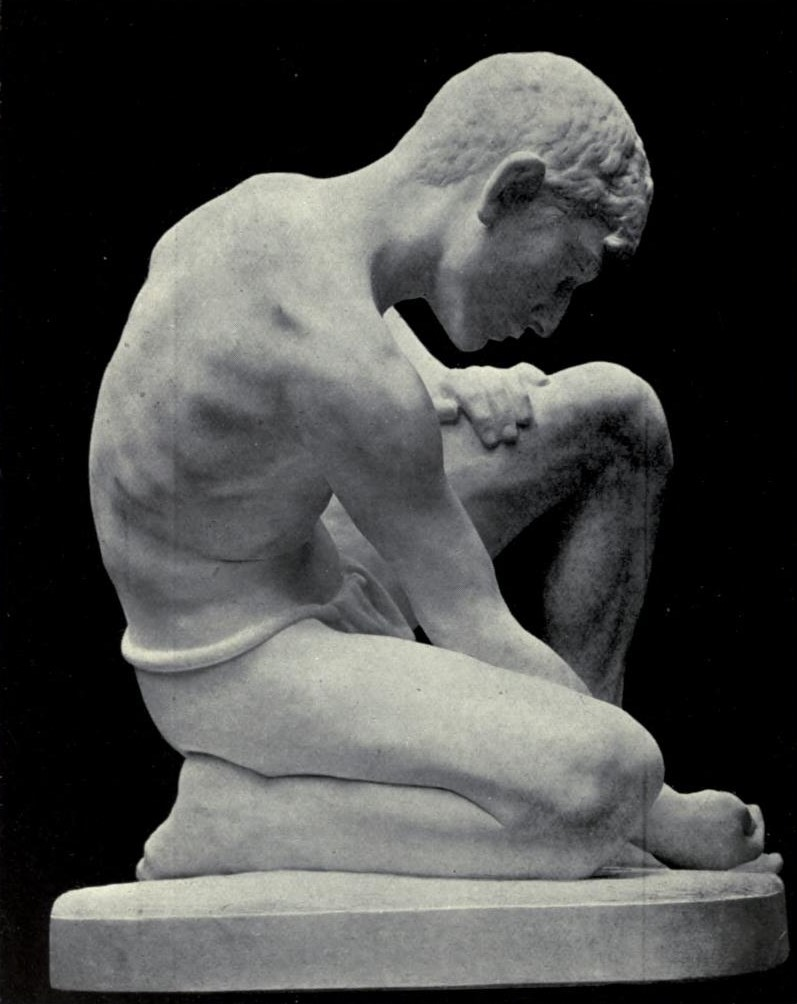
Enfant jouant aux billes, Usher Gallery.

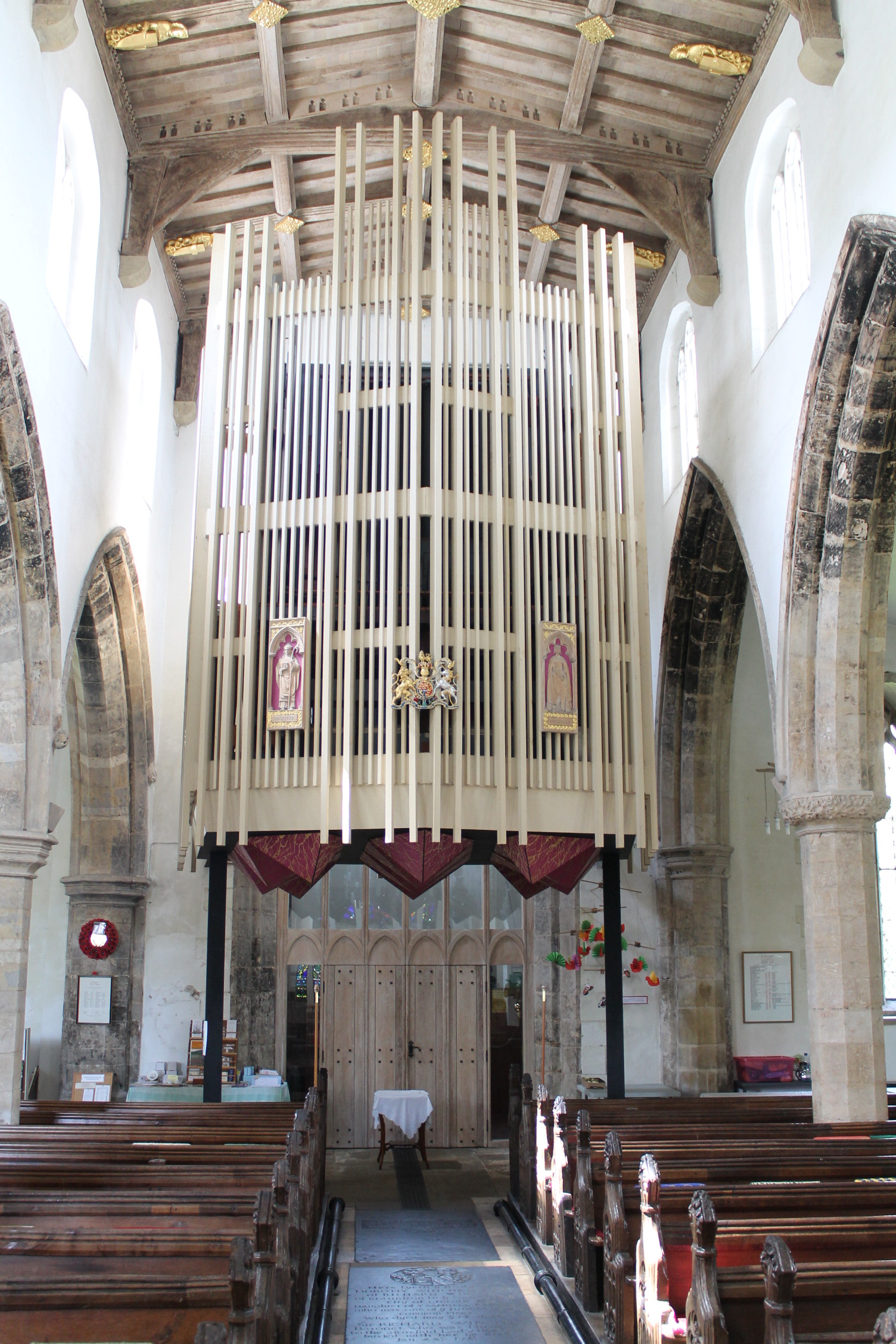
Orgue de l’église All Saints de Branston, 2012.

Ella Rose Curtois naît le 23 mars 1860 à Branston, dans le Lincolnshire. Elle est la fille d'Atwill Curtois, recteur du village, et de son épouse Anne Henrietta ; elle a dix frères et sœurs, dont l'artiste Mary Henrietta Dering Curtois (en). 
Curtois vit la majeure partie de sa vie à Londres et à Paris, où elle meurt pendant la Seconde Guerre mondiale, le 23 mars 1944. Elle reste célibataire toute sa vie. 
Son testament laisse un petit legs à une amie, mais la plupart de ses biens sont légués à la Usher Gallery à Lincoln et sont utilisés pour ériger une nouvelle aile, ouverte en 1959.

## Œuvre
Curtois crée des sculptures en marbre et en terre cuite, généralement des sujets de genre et des portraits,. Entre 1885 et 1897, elle expose plusieurs œuvres à la Royal Academy de Londres et au Salon de Paris,, notamment L'enfant jouant aux billes en 1896,, pour lequel elle reçoit une « mention honorable ». Avec son père, elle signe la sculpture en bois du jubé de l'église de Branston, dont la majeure partie est détruite dans un incendie le jour de Noël 1962. Cependant, plusieurs de ses sculptures sont sauvées et remontées dans la décoration du nouvel orgue de l'église.
- 1885 : La prière, plâtre, Salon des artistes français[9]
- 1891 : Juif errant, plâtre bronzé[9],[12]
- 1893 : Puck[13]
- 1896 : Enfant jouant aux billes, Salon[9]
- Stalles dans le chœur de la cathédrale de Lincoln[9]